# Distrito electoral de Ainsworth (condado de Brown, Nebraska)
Ainsworth (en inglés: Ainsworth Precinct) es un distrito electoral ubicado en el condado de Brown en el estado estadounidense de Nebraska. En el Censo de 2010 tenía una población de 517 habitantes y una densidad poblacional de 0,53 personas por km².

## Geografía
Ainsworth se encuentra ubicado en las coordenadas 42°22′38″N 99°51′33″O / 42.37722, -99.85917. Según la Oficina del Censo de los Estados Unidos, Ainsworth tiene una superficie total de 980.22 km², de la cual 979.7 km² corresponden a tierra firme y (0.05%) 0.51 km² es agua.

## Demografía
Según el censo de 2010, había 517 personas residiendo en Ainsworth. La densidad de población era de 0,53 hab./km². De los 517 habitantes, Ainsworth estaba compuesto por el 98.65% blancos, el 0.39% eran amerindios, el 0.19% eran asiáticos y el 0.77% pertenecían a dos o más razas. Del total de la población el 0.39% eran hispanos o latinos de cualquier raza.